# FMKパンゲア!
『FMKパンゲア!』（エフエムケイ パンゲア!）は、エフエム熊本（FMK）で2007年4月2日から2022年9月29日まで毎週月曜から木曜の11:30 - 14:35（JST）に放送していた午後のワイド番組である。

## 概要
1997年から10年にわたって放送されていた『お昼もGAMADAS』に替わってスタートした平日昼のワイド番組。曜日によって構成が全く違い、その曜日によって独立した番組のように聞こえる。尚、水曜日のみ、事実上『お昼もGAMADAS』を出演者ごと引き継いだ格好となっていた。
2007年の番組オープニングや番組宣伝のBGMとして菅野よう子の「ヤキトリ」が使用されていた。
2018年、日本民間放送連盟賞（連盟賞）ラジオ生ワイド部門で優秀賞を受賞。
2022年秋の大改編に伴い、同年9月29日をもって、15年半の歴史に幕を下ろした。
これにより、前番組から25年半にわたった、FMKにおける黒木よしひろが担当する昼ワイドは終了。更に自社制作枠が半分に縮小され13・14時台は自社製作から撤退となった。

## パーソナリティ

### 終了時点
2022年4月現在。
- 月曜日 - MEG＆英太郎[1]ほか
- 火曜日 - マッキー＆中華首藤
- 水曜日 - 黒木よしひろ
- 木曜日 - 永松ケンシ＆松田結花

### 過去
| 期間      | 期間      | 月曜日     | 火曜日            | 水曜日                | 木曜日                |
| --------- | --------- | ---------- | ----------------- | --------------------- | --------------------- |
| 2007.4.2  | 2008.3.27 | MEG 英太郎 | 立山律子          | 黒木よしひろ 前園絵吏 | かなぶんや 渡辺ひとみ |
| 2008.3.31 | 2008.10.2 | MEG 英太郎 | 立山律子          | 黒木よしひろ 水上清乃 | かなぶんや 渡辺ひとみ |
| 2008.10.6 | 2009.3.31 | MEG 英太郎 | 真猿 マッキー     | 黒木よしひろ 水上清乃 | かなぶんや 渡辺ひとみ |
| 2009.4.1  | 2013.3.28 | MEG 英太郎 | マッキー 中華首藤 | 黒木よしひろ 水上清乃 | かなぶんや 野田亜紅   |
| 2013.4.1  | 2018.9.27 | MEG 英太郎 | マッキー 中華首藤 | 黒木よしひろ 水上清乃 | 永松ケンシ 樫山結     |
| 2018.10.1 | 2019.3.28 | MEG 英太郎 | マッキー 中華首藤 | 黒木よしひろ 松田結花 | 永松ケンシ 樫山結     |
| 2019.4.1  | 2021.3.31 | MEG 英太郎 | マッキー 中華首藤 | 黒木よしひろ 松田結花 | 永松ケンシ 寺野茜     |
| 2021.4.1  | 2022.9.29 | MEG 英太郎 | マッキー 中華首藤 | 黒木よしひろ          | 永松ケンシ 松田結花   |

## タイムテーブル

### 終了時点
- 11:38頃 - ウェザーインフォメーション
- 11:46頃
  - （月曜） - PANGEAトピックス
  - （水曜） - エキスパート平野のマイホームクリニック[2]
  - （木曜） - 木パンch
- 11:55 - JFNニュース

- 12:00 - しりとりリクエスト
- 12:10頃 - （火 - 木曜）I LOVE WOMAN
  - 熊本市広報番組。
- 12:30 - NTT西日本ミュージックシャワートーク
- 12:45頃 - （木曜）竜之介先生のパンゲア!動物病院

- 13:00 - デイリーフライヤー（JFNネット番組）
- 13:30 - 日替わり企画
  - 月曜 - 時事ダイアリー[3]
  - 火曜 - 中華、お騒がせします
  - 水曜 - クロペディア
  - 木曜 - やったぜ!今日は木曜日
- 13:55 - FMKニュース

- 14:07頃 -（月曜）パンゲアKINDERGARTEN
  - 英会話のコーナーで、インターナショナル系の幼稚園・英語教室から講師を迎えている。
- 14:30 - エンディング

### 過去
2008年頃
- 11:46頃
  - （水曜） - エキスパート平野のマイホームクリニック
  - （木曜） - TSUTAYA AV CLUBレンタルビデオランキング

- 12:10頃 - （火 - 木曜）I LOVE WOMAN
- 12:30 - NTT西日本ミュージックシャワートーク
  - 前半は『NTTインフォメーション』と後半はいろんな方の電話でリポート・インタビューを放送する『How Are You Doing』
  - 月曜 - 結婚情報誌などの編集者の方のインタビュー
  - 火曜 - KAYO（かよ）の電話リポート
  - 水曜 - 樫山結の電話リポート
  - 木曜 - アーティストインタビュー（月替わり）
- 12:45頃 - （木曜）竜之介先生のパンゲア!動物病院

- 13:00 - デイリーフライヤー（JFNネット番組）
- 13:30 - 日替わり企画
  - 月曜 - 時事ダイヤリー[3]
  - 火曜 - くまポト企画株式会社
  - 水曜 - ド・Kの館
  - 木曜 - JICAクロスロード
- 13:42頃 - （木曜）BUN8のAtomic Disc

- 14:00 - ウェザー・オン・ニューディスク
  - 新譜CDをBGMにした天気予報
- 14:07頃
  - （月曜） - パンゲアKINDERGARTEN
  - （水曜） - 未来予想図III（ゲストがない場合）